# Macedon
Macedon és una població dels Estats Units a l'estat de Nova York. Segons el cens del 2000 tenia 1.496 habitants.

## Demografia
Segons el cens del 2000, Macedon tenia 1.496 habitants, 558 habitatges, i 412 famílies. La densitat de població era de 473,4 habitants/km².
Dels 558 habitatges en un 39,4% hi vivien nens de menys de 18 anys, en un 61,1% hi vivien parelles casades, en un 10,4% dones solteres, i en un 26% no eren unitats familiars. En el 22,4% dels habitatges hi vivien persones soles el 7,9% de les quals corresponia a persones de 65 anys o més que vivien soles. El nombre mitjà de persones vivint en cada habitatge era de 2,64 i el nombre mitjà de persones que vivien en cada família era de 3,11.
Per edats la població es repartia de la següent manera: un 28,3% tenia menys de 18 anys, un 7,3% entre 18 i 24, un 32,2% entre 25 i 44, un 22,7% de 45 a 60 i un 9,5% 65 anys o més.
L'edat mediana era de 35 anys. Per cada 100 dones de 18 o més anys hi havia 96,9 homes.
La renda mediana per habitatge era de 45.774 $ i la renda mediana per família de 55.288 $. Els homes tenien una renda mediana de 39.250 $ mentre que les dones 27.738 $. La renda per capita de la població era de 19.503 $. Entorn del 5,6% de les famílies i el 7,1% de la població estaven per davall del llindar de pobresa.